# Pinanga dicksonii
Pinanga dicksonii är en enhjärtbladig växtart som först beskrevs av William Roxburgh, och fick sitt nu gällande namn av Carl Ludwig von Blume. Pinanga dicksonii ingår i släktet Pinanga och familjen Arecaceae. Inga underarter finns listade i Catalogue of Life.

## Bildgalleri

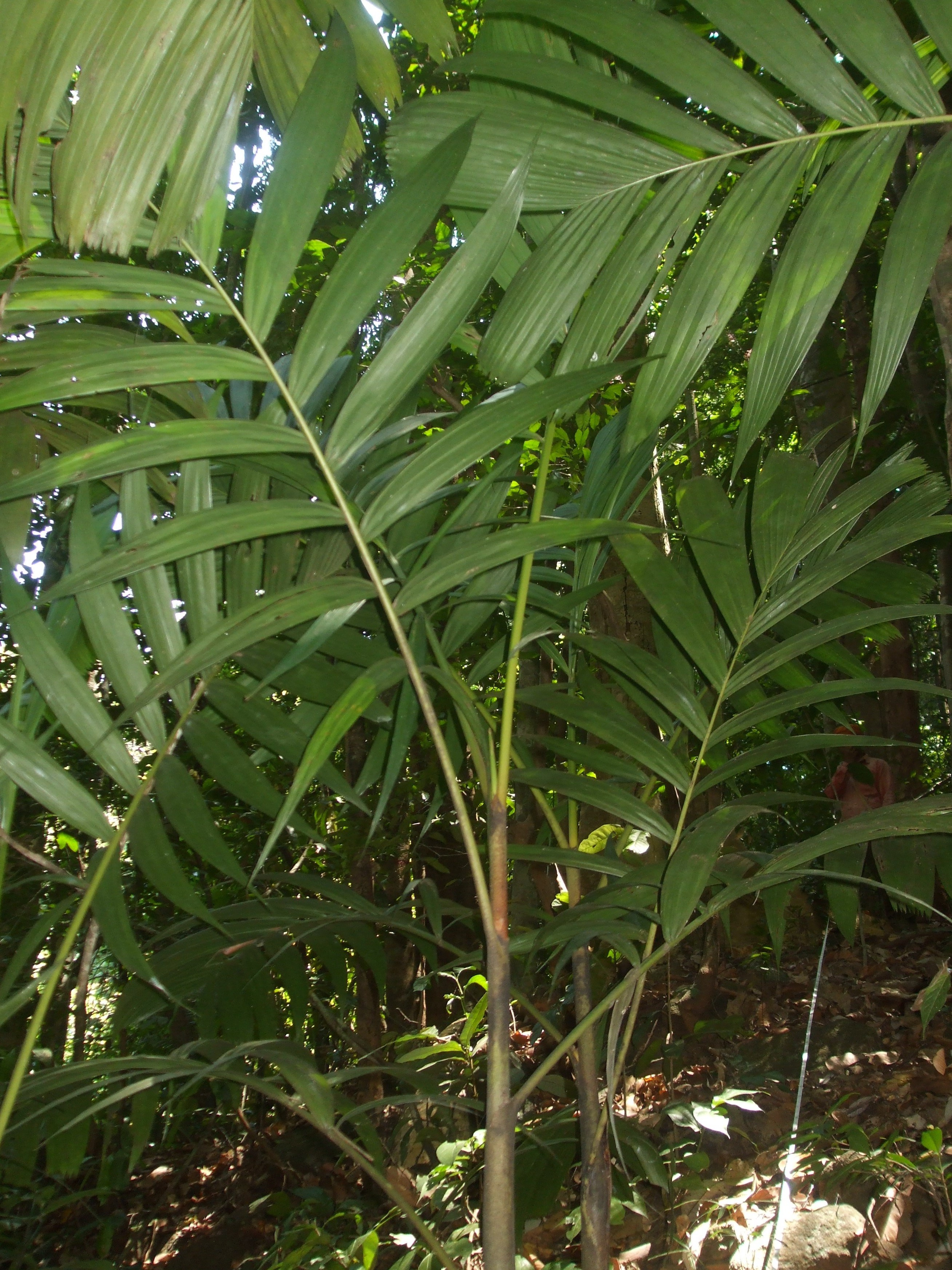